# Шајло (Њу Џерзи)
Шајло (енгл. Shiloh) град је у америчкој савезној држави Њу Џерзи.

## Демографија
По попису из 2010. године број становника је 516, што је 18 (-3,4%) становника мање него 2000. године.
| Група             | 2000.       | 2010.       |
| Белци             | 498 (93,3%) | 471 (91,3%) |
| Афроамериканци    | 14 (2,6%)   | 9 (1,7%)    |
| Азијати           | 0 (0,0%)    | 1 (0,2%)    |
| Хиспаноамериканци | 16 (3,0%)   | 21 (4,1%)   |
| Укупно            | 534         | 516         |